# Manea Mănescu
Manea Mănescu (Brăila, 1916. augusztus 9. – Bukarest, 2009. február 27.) román kommunista politikus, közgazdász. 1955–1957-ben Románia pénzügyminisztere, 1974 és 1979 között az ország miniszterelnöke. Nicolae Ceaușescu pártfőtitkár sógora volt.

## Élete
Apja a munkásmozgalom ploiești-i veteránja volt, az 1920-as évek elején részt vett a szocialista párt Román Kommunista Párttá alakításában. Maga Mănescu a második világháború végóráiban, az 1944-es államcsínyt követően leendő sógora, Nicolae Ceaușescu oldalán vett részt a Kommunista Ifjak Szövetsége (UTC) munkájában. 1951-ben a Bukaresti Egyetem közgazdasági tanszékének vezetőjévé nevezték ki, ezzel egyidejűleg 1951–1954-ben a Központi Statisztikai Igazgatóság (DCS) főigazgatói feladatait is ellátta. 1954 után a szocialista országok gazdasági fórumán, a KGST-ben Románia képviselő-helyettese volt. Chivu Stoica kormányában, 1955-től 1957-ig a pénzügyminiszteri tárcát vezette. 1960-ban a Román Munkáspárt központi bizottságának tagjává választották.
Magasabb szintű párt- és kormányzati pozíciói sógora 1965-ös pártfőtitkári kinevezését követően sokasodtak meg. 1965-től 1972-ig a központi bizottság titkári feladatait látta el, 1967 decemberétől ugyancsak 1972-ig a Gazdasági Tanács elnöke volt. 1968 decemberében a párt végrehajtó bizottságának állandó tagja lett, 1969–1972-ben az államtanács alelnöki posztját töltötte be, 1971-ben az Állandó Elnökség tagjává választották. 1972-től Ion Gheorghe Maurer kormányában volt miniszterelnök-helyettes, egyúttal 1972-től 1974-ig az Állami Tervbizottság munkáját irányította elnökként. 1974 márciusában Maurert váltva Románia miniszterelnöke lett. Ezzel párhuzamosan 1975-től 1979-ig a központi bizottság politikai végrehajtó bizottságának tagja, illetve ugyancsak 1975-től a Gazdasági és Társadalmi Fejlesztési Főtanács alelnöke volt. A miniszterelnöki posztot 1979 márciusáig töltötte be, amikor megrendült egészségi állapotára hivatkozva lemondott tisztségéről. Visszavonulásával párhuzamosan, 1979-ben nevezték ki az Országos Mezőgazdasági Tanács elnökévé.
Felesége Nicolae Ceaușescu pártfőtitkár leánytestvére, Maria volt, aki 1973 után a Romániai Vöröskereszt alelnöki tisztét töltötte be, valamint 1978-tól a Nemzeti Nőtanács tagjaként is tevékenykedett.

## Fordítás
Ez a szócikk részben vagy egészben  a   Manea Mănescu című angol Wikipédia-szócikk ezen változatának fordításán alapul.  Az eredeti cikk szerkesztőit annak laptörténete sorolja fel. Ez a jelzés csupán a megfogalmazás eredetét és a szerzői jogokat jelzi, nem szolgál a cikkben szereplő információk forrásmegjelöléseként.